# Heteropelidnota kuhnti
Heteropelidnota kuhnti är en skalbaggsart som beskrevs av Ohaus 1912. Heteropelidnota kuhnti ingår i släktet Heteropelidnota och familjen Rutelidae. Inga underarter finns listade i Catalogue of Life.